# ضد انقلاب

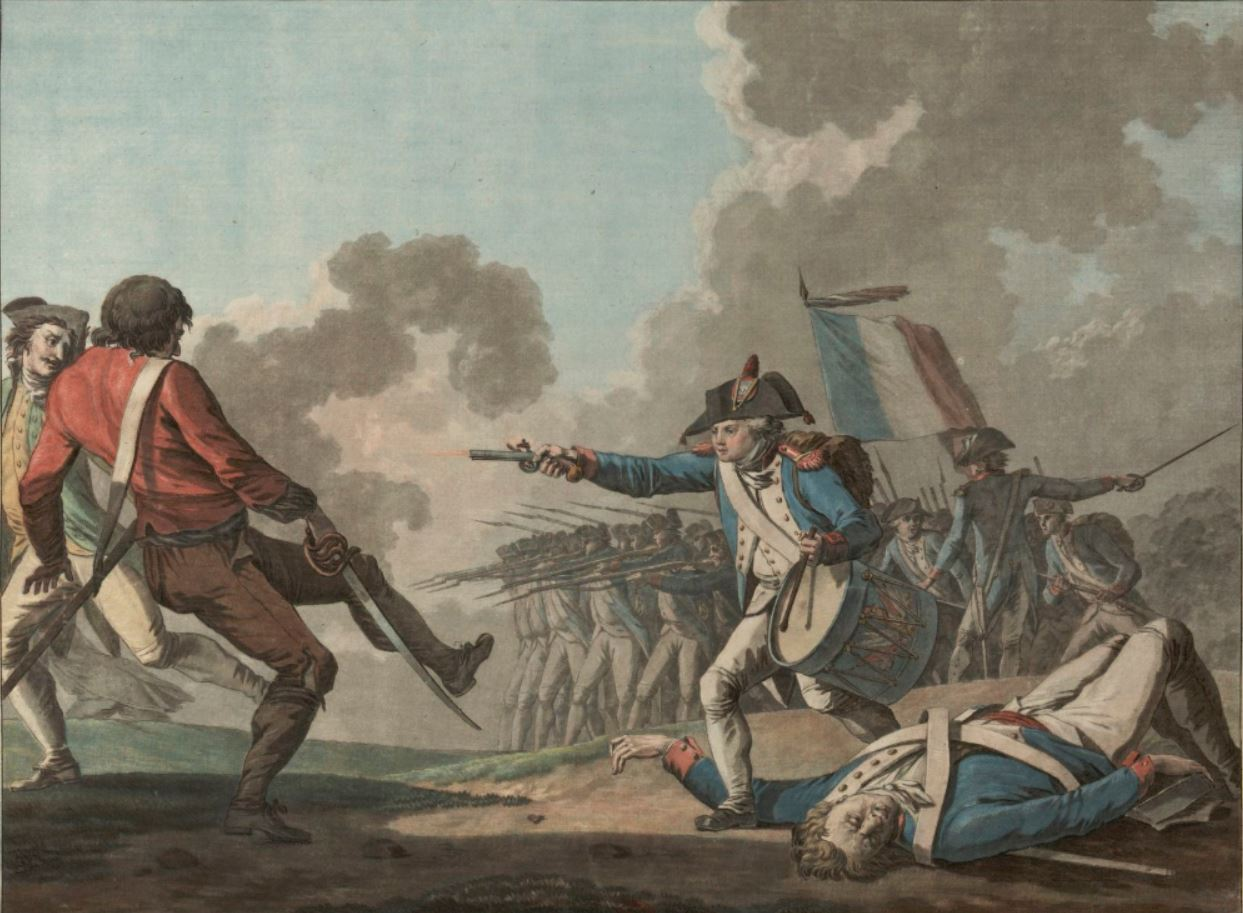
تصویری از جنگ با ضد انقلاب

یک ضدانقلاب کسی است که با یک انقلاب، مخالفت می‌کند، مخصوصاً کسی که سعی می‌کند پس از وقوع یک انقلاب در آن تماماً یا جزئی از آن را برانداخته یا برعکس کند. صفت «ضدانقلابی» مربوط به جنبش‌هایی است که وضعیت امور یا اصول را به وضع پیش از انقلاب می‌خواهد برگرداند.
نتایج ضدانقلاب می‌تواند مثبت یا منفی باشد. این بستگی دارد به ویژگی‌های انقلابی که قرار است برعکس شود. مثلاً پلوتارک موفقیت آگیس و اسپارت باستان در بازگردانی قانون اساسی لیسورگس را  ضد انقلابی مثبت می‌دانست. در جریان انقلاب فرانسه ژاکوبین‌ها ضد انقلاب در ورده را شدیداً منفی می‌دیدند.